# Karbido
Karbido (Карбідо) — польський експериментально-інструментальний гурт. Колектив пов'язаний із мистецьким угрупованням Томаша Сікори Hermetyczny Garaż, в рамках якого реалізує свої музичні роботи. 
З 2005 року гурт співпрацює з українським письменником Юрієм Андруховичем. Разом вони видали два спільні альбоми «Самогон» [Samogon] (Польща 2006, Україна 2008) та «Цинамон (з додатком Індії)» [Cynamon (z dodatkiem Indii)].

## Учасники
- Іґор Ґавліковський (Igor Gawlikowski)
- Марек Отвіновський (Marek Otwinowski)
- Томаш Сікора (Tomasz Sikora)
- Петер Конрадін Цумтор (Peter Conradin Zumthor)
- Павел Чепулковський (Paweł Czepułkowski)
- Міхал Літвінєц (Michał Litwiniec)
- Яцек Федорович (Jacek Fedorowicz)
- Мартін Вітковский (Marcin Witkowski)

## Дискографія
Альбоми
- Karbido (2004), ToneIndustria/Hermetyczny Garaż
- Samogon (2006), польське видання, BL Rekord
- Самогон (2008), українське видання, Наш Формат
- Cynamon (z dodatkiem Indii) (2009), польське видання Hermetyczny Garaż
- Цинамон (з додатком Індії) (2010), українське видання, Наш Формат / АртПоле
- Music 4 Buildings Vol.01 (2010), Schomberg Power Station/Guido Coal Mine, Hermetyczny Garaż
- Music 4 Buildings Vol.02 (2010), Great Synagogue Drokhobych, Hermetyczny Garaż

DVD
- Karbido`s The Table (2010), режисер Бартош Бляшке (Bartosz Blaschke), прод. і вид. Hermetyczny Garaż